# زاال (مکلنبورگ-فورپومرن)
زاال (به آلمانی: Saal) یک شهر در آلمان است که در فرپومرن-روگن واقع شده‌است. زاال ۱٬۵۵۹ نفر جمعیت دارد.